# Sichuanosuchus

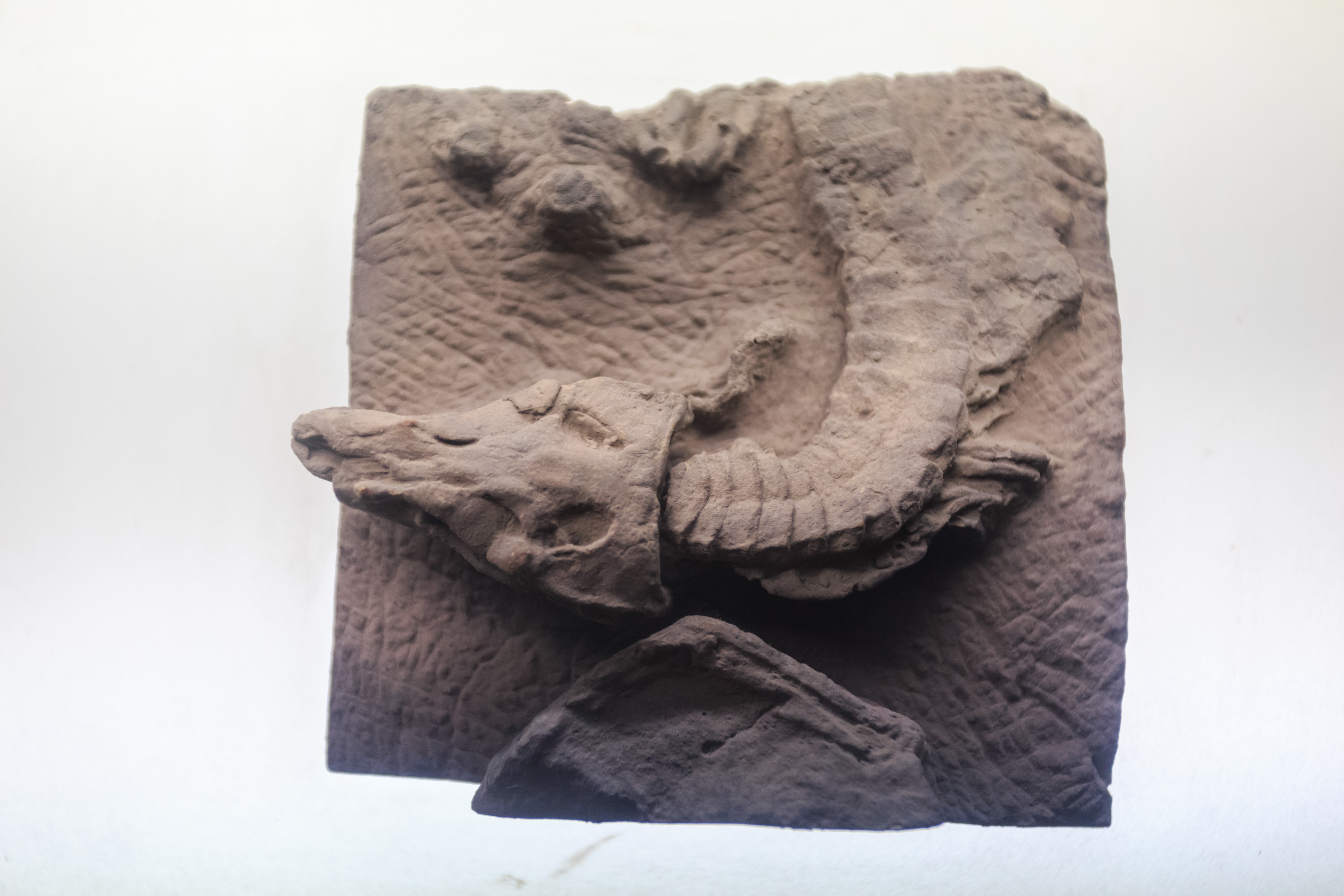
Fósil de Sichuanosuchus en el Museo de los Dinosaurios de Zigong.

Sichuanosuchus (gr. "cocodrilo de Sichuan") es un género extinto de crocodiliforme protosuquio que vivió durante el Jurásico Superior y posiblemente el Cretácico Inferior en la provincia de Sichuan, China. La especie tipo, S. huidongensis, fue descrita en 1995 por Peng Guangzhao basándose en un esqueleto casi completo descubierto en los sedimentos jurásicos de la Formación Shangshaximiao en la cuenca de Sichuan. Sichuanosuchus alcanzaba un tamaño reducido - su cráneo medía cerca de 6.1 centímetros de longitud en la especie tipo y aproximadamente 6.7 centímetros en la especie S. shuhanensis, descrita en 1997 por Wu Xiaochun, Hans-Dieter Sues y Dong Zhiming. S. shuhanensis es una especie posterior, siendo que la localidad en la cual se hallaron sus restos probablemente data de principios del Cretácico. Sichuanosuchus se desplazaba con sus cuatro patas, con miembros delanteros relativamente largos y delgados. Poseía una dentición heterodonta con grandes delanteros aserrados y aplanados lateralmente, en forma de caninos y dientes posteriores más bajos que muestran que Sichuanosuchus se alimentaba de carne. Probablemente, llevaba una vida semiacuática.